# Меджик Слім
Ме́джик Слім (англ. Magic Slim), справжнє ім'я Мо́рріс Голт (англ. Morris Holt; 7 серпня 1937, Торранс, Міссісіпі — 23 лютого 2013, Філадельфія, Пенсільванія) — американський блюзовий гітарист і співак. 2017 року включений до Зали слави блюзу. 4-разовий володар нагороди Blues Music Awards. 

## Біографія
Морріс Голт народився 7 серпня 1937 року в Торранс, округ Ялобуша, штат Міссісіпі. Син Ніка Голта та Пінкі Тейлор, брат Дугласа Голта і Ніка Голта, мол. З дитинства почав цікавитися музикою, спочатку грав на фортепіано. Після того як втратив пальці під час нещасного випадку на фермі, переключився на гітару. Спочатку переїхав до Гренади, Міссісіпі, а потім у 1955 році до Чикаго, де деякий час грав на басу у гурті Меджика Сема. Саме Меджик Сем дав прізвисько Голту Меджик Слім. Мешкаючи у Чикаго, Слім увібрав у себе звучання та стиль провідних чиказьких блюзових музикантів. Окрім Меджика Сема, зазнав також сильного впливу Мадді Вотерса, Фредді Кінга та Отіса Раша.
Розчарувавшись своїми невдачами стати музикантом в Чикаго, Слім переїхав в Міссісіпі наприкінці 1950-х, де упродовж декількох років працював не в музичній галузі. У цей період, він навчив свого брата Ніка грати на басу і брата Бебі Лі на ударних; тріо часто виступало на вікендах в джук-джойнтах упродовж наступних п'яти років.
На початку 1960-х років повернувся до Чикаго, вирішивши розпочати сольну кар'єру блюзового музиканта. Влаштувався основним гітаристом в гурті Mr. Pitiful and the Teardrops, що грав в чиказькому районі Саут-Сайд. Після того як гурт залишив вокаліст, Слім взяв на себе роль як співака, так і гітариста (його брат Нік, басист, став постійним учасником гурту). 1966 року гурт записав свій перший сингл «Love My Baby»/«Scuffling» на невеликому місцевому лейблі Ja-Wes, та здобув коло шанувальників в клубах гето, після чого на нього звернув увагу Хаунд-Дог Тейлор і гурту став постійним гостем в його клубі Florence's Lounge. Гра на гітарі Сліма була жорсткою та сирою, а його ревучий вокал був грубим та безкомпромісним. The Teardrops створили один з найсильніший грувів у місті, а сольна гра Сліма на ритм-гітарі стала фірмовим звучанням гурту.
У 1978 році Слім записувався на Alligator для Living Chicago Blues Vol. 2, збірки пісень популярних місцевих артистів. Участь Сліма у цьому альбомі привела до сесій для європейських лейблів, включаючи французький Isabel. 1982 року Alligator випустив альбом Сліма на основі матеріалу, записаного на Isabel, під назвою Raw Magic. Також у 1982 році Слім записав Grand Slam для Rooster Blues, за який був відзначений нагородою Annual Blues Awards в категорій «Найкращий альбом сучасного блюзу». За ним вийшов у 1987 році концертний альбом Chicago Blues Session, що був записаний в Австрії. Gravel Road, записаний на невеликому лейблі Blind Pig в США, в квітні 2010 року у 1990 році.
Слім і його гурт the Teardrops стали одним з найзаписуваніших гуртів у Чикаго, випустивши альбоми на лейблах Blind Pig, Evidence і Wolf. Гурт часто виступав у клубах та фестивалях в інших країнах. У 1990-х роках склад гурту декілька разів змінювався; його залишили брат Нік та гітарист Джон Праймер. 2003 року Слім та the Teardrops отримали W.C. Handy Blues Awards в категорій «Гурт року». Того ж року знявся в одному з епізодів серії документальних фільмів «Блюз» продюсера Мартіна Скорсезе, присвяченої історії блюзу. 2013 року отримав Blues Music Awards в категорії «Найкращий виконавець традиційного блюзу».
Помер 23 лютого 2013 року в університетській лікарні ім. Томаса Джефферсона, Філадельфія, Пенсільванія у віці 75 років.
У 2017 році був посмертно включений до Зали слави блюзу. Його син Шон «Ліл Слім» Голт також блюзовий музикант.

## Дискографія

### Альбоми
- Born On a Bad Sign (MCM, 1977)
- Highway Is My Home (Black and Blue, 1978)
- Raw Magic (Alligator, 1982; записаний 1980)
- Gravel Road (Blind Pig, 1990)
- Magic Blues — The Blues of the Magic Man (Wolf, 1991)
- Alone & Unplugged (Wolf, 1995)
- Scufflin' (Blind Pig, 1996)
- Snakebite (Blind Pig, 2000)
- Blue Magic (Blind Pig, 2002)
- Midnight Blues (Blind Pig, 2008)
- Raising the Bar (Blind Pig, 2010)
- Bad Boy (Blind Pig, 2012)
- Pure Magic‎ (Wolf, 2014; записаний 1993—95)

### Сингли
- «Love My Baby»/«Scuffling» (Ja-Wes, 1966)